# Pierre Laurent (político)
Pierre Laurent (París, 1 de julio de 1957) es un político y periodista francés. Exdirector de L'Humanité y exdirigente del Partido Comunista Francés (PCF).

## Biografía
Su padre, Paul Laurent, fue miembro de la Asamblea Nacional de Francia por París y funcionario de alto rango del Partido Comunista Francés.
Pierre Laurent se unió a la Unión de Estudiantes Comunistas (UEC, parte del Movimiento de Jóvenes Comunistas de Francia) cuando estudiaba economía en París. Fue Secretario Nacional de la UEC de 1982 a 1985. Después de graduarse con una maestría en Economía, se convirtió en periodista de L'Humanité. Al principio se especializó en temas económicos, se convirtió en editor jefe en 1999 y editor gerente en 2000.
Se convirtió en miembro del Consejo Nacional del Partido Comunista Francés en 2000 (30.º congreso). Fue el principal redactor de la resolución del 33º Congreso en 2009. Luego fue designado "coordinador nacional" (número 2 del partido), encargado de conducir la dirección colegiada del partido. Por lo tanto, renunció a L'Humanité.
En 2010, lideró la lista del Frente de Izquierda en Isla de Francia para las elecciones regionales francesas. Recibió el 6,55% del voto popular. A partir de ese momento se desempeñó como miembro del Consejo Regional hasta 2015. 
Laurent fue elegido Secretario Nacional del Partido Comunista Francés en junio de 2010, en sustitución de Marie-George Buffet, ejerciendo como tal hasta 2018, cuando fue sucedido por Fabien Roussel. En 2010 también fue elegido presidente del Partido de la Izquierda Europea, cargo que ejerció hasta 2016.
En 2012 fue elegido miembro del Senado de Francia por París, siendo reelegido en 2017. Desde 2020 es vicepresidente de la institución. 
Laurent apoyó a Emmanuel Macron en la segunda vuelta de las elecciones presidenciales francesas de 2017, oponiéndose a Marine Le Pen.